# Komórka przykłębuszkowa

Schemat budowy ciałka nerkowego

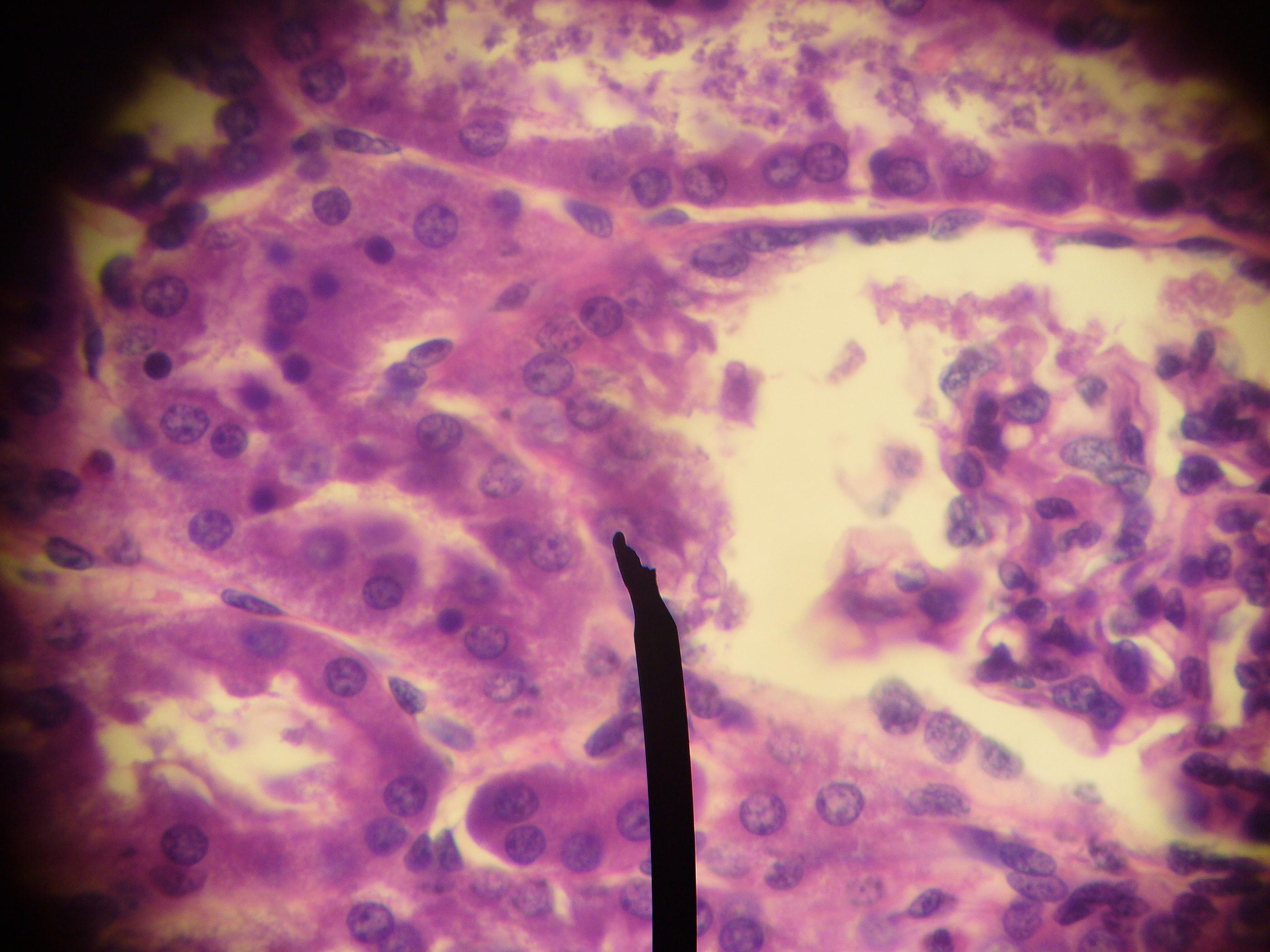
Preparat histologiczny widziany w mikroskopie świetlnym – na strzałce komórka przykłębuszkowa.

Komórka przykłębuszkowa (ang. juxtaglomerular cell lub JG cell), zwana także komórką ziarnistą (ang. granular cell) – zmodyfikowany miocyt gładki błony środkowej tętniczki doprowadzającej (w mniejszej ilości również tętniczki odprowadzającej) kłębuszków nerki. Komórka przykłębuszkowa przedstawia typowy obraz komórki syntetyzującej i wydzielającej: dobrze rozwinięte wszystkie struktury cytoplazmatyczne, dobrze rozwinięty aparat Golgiego i retikulum endoplazmatyczne szorstkie, wiele ziarnistości wydzielniczych, natomiast niewiele elementów kurczliwych (miofibryli). Główną zawartość dojrzałych i niedojrzałych ziarnistości (otoczonych błoną) stanowi renina. Komórki ziarniste pełnią również rolę baroreceptora wewnątrznerkowego (wysokociśnieniowego), który reaguje na zmianę gradientu ciśnienia między płynem śródmiąższowym a ciśnieniem w tętniczce doprowadzającej. Komórki te wydzielają reninę w odpowiedzi na:
- spadek ciśnienia perfuzji w tętniczce doprowadzającej (wykryty bezpośrednio przez komórki ziarniste),
- stymulację receptorów adrenergicznych β1,
- zmniejszenie reabsorpcji sodu w kanaliku proksymalnym i pętli nefronu (wykryte przez plamkę gęstą wskutek wzrostu stężenia NaCl w kanaliku dystalnym).